# Zaibatsu
Zaibatsu (財閥, literalmente círculo financeiro) é um termo da língua japonesa que se refere aos conglomerados industriais e/ou financeiros, integrados verticalmente do Império do Japão, cuja influência e tamanho propiciaram o controle de parte significativa da economia japonesa do período Meiji até o fim da Segunda Guerra Mundial. Empresas como Mitsui, Mitsubishi, Sumitomo e Yasuda são exemplos de Zaibatsus.

## História
O termo "zaibatsu" surgiu no século 19 a junção das palavras zai 財 ("riqueza") e batsu 閥 ("grupo"). A utilização desse termo cresceu após a Primeira Guerra Mundial. Por definição, os zaibatsus eram grandes estruturas empresariais verticais controladas por famílias que tinham as ações da holding que controlava as demais empresas. A estrutura também incluía uma subsidiária bancária integral que fornecia financiamento às empresas subsidiárias.
Os zaibatsus estiveram no centro da atividade econômica e industrial do Império do Japão desde que a industrialização japonesa se acelerou durante a Era Meiji. Além disso, sua influência sobre as políticas japonesas aumentou após as vitórias japonesas sobre a Rússia na Guerra Russo-Japonesa de 1904–1905 e sobre a Alemanha durante a Primeira Guerra Mundial (vide: Cerco de Tsingtao). Durante o período entre guerras, os zaibatsus tiveram uma relação simbiótica com o militarismo japonês e se beneficiaram das conquistas do Leste Asiático, recebendo contratos lucrativos .

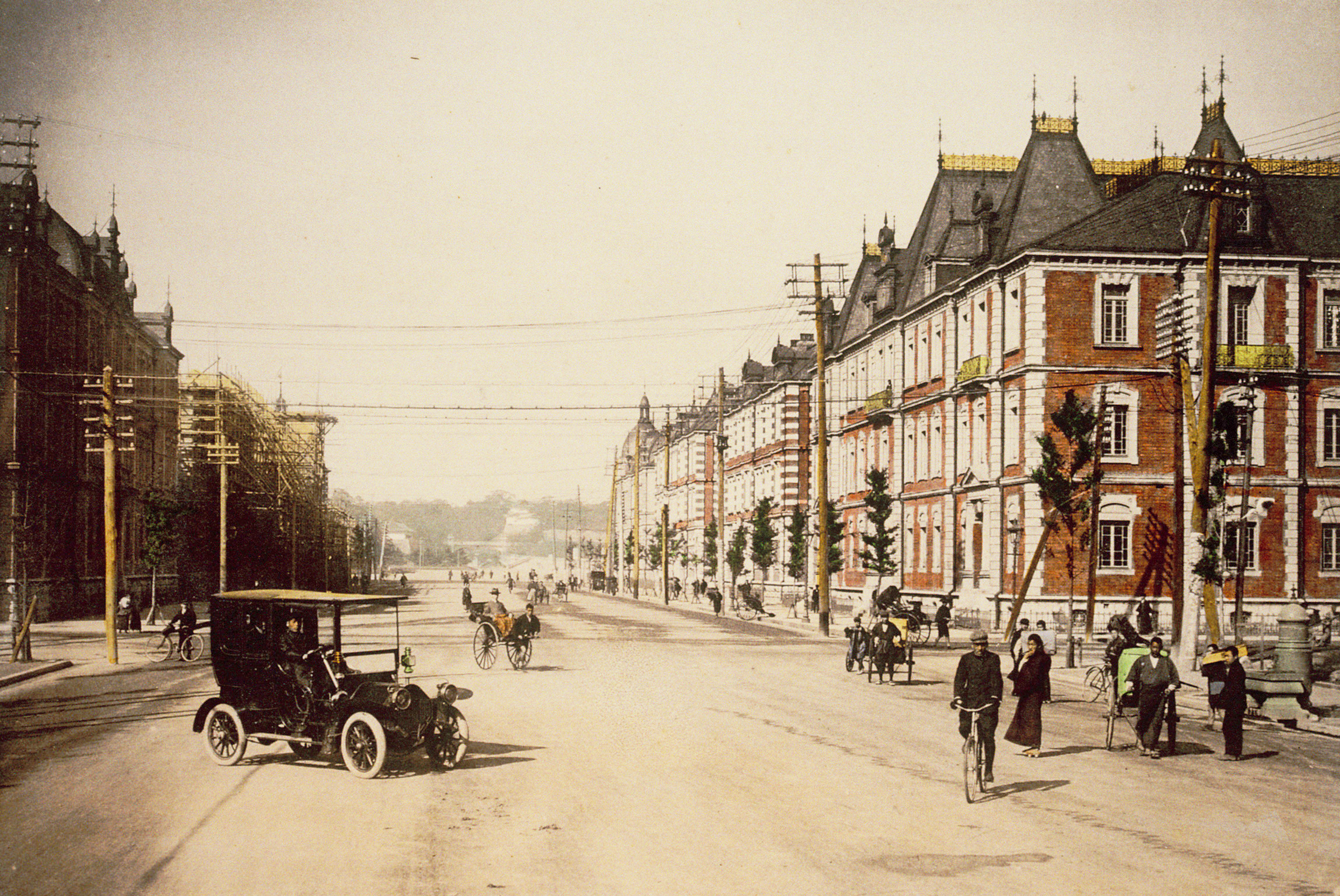
Sede Central Marunouchi para o zaibatsu Mitsubishi, pré-1923

No final da Segunda Guerra Mundial, as autoridades de ocupação dos Aliados ordenaram a dissolução dos zaibatsu, mas o sistema não desapareceu por completo, esses sistemas foram substituídos por grupos chamados de keiretsu (系列), cujo modelo organizacional manteve os benefício e estratégias coletivas dos zaibatsus, mas com melhorias administrativas introduzidas pelos ocidentais. 

## Lista de zaibatsus

### Os quatro grandes
- Mitsubishi;
- Mitsui (atualmente, abrange diversas empresas como a Toshiba);
- Sumitomo (atualmente, abrange diversas empresas como a NEC Corporation e a Mazda);
- Yasuda.

### Outros
- Asano;
- Fujita;
- Furukawa Group (atualmente, abrange diversas empresas como a Fujitsu);
- Showa Denko;
- Kawasaki Heavy Industries;
- Nakajima Aircraft Company (dentre as empresas sucessoras desse conglomerado, destaca-se a Subaru Corporation);
- Nichitsu;
- Nissan;
- Nisso;
- Nomura;
- Okura;
- Riken;
- Shibusawa Eiichi;
- Suzuki shoten.

## Keiretsu
Os keiretsu apresentam três características:
- Cada um dispõe de um banco comercial em seu centro, acompanhado de uma ou mais companhias e indústrias.
- Todos os keiretsu mantêm conselhos mensais de presidentes como um fórum para a integração entre o alto escalão das firmas afiliadas.
- Costumam manter projetos executados entre as equipes de empresas participantes.